# 王永吉 (天啟二年進士)
王永吉，字曼修，號忠纫（中訒），南直隶常州府無錫縣人，明末清初政治人物。

## 生平
治诗经，行一，辛丑年正月二十六日生。天啟元年（1612年）中式辛酉科應天鄉試六十三名，天啟二年（1622年）聯捷壬戌科三甲四十一名进士，八月除定興縣知縣。奉圣夫人客氏家定兴，徒属横乡邑，永吉持法无挠屈。客有丧，监司以下奔走鼎沸，永吉独不往，終永吉任，其家无敢恣逞者，遷南京礼部主事。崇禎初，大奸既殛，馀孽未除者稍稍起，阴排众正。永吉抗疏，劾吏部尚书王永光，言永光以剩奸为护法，始胆寒摇尾，附公论以求容。既根固，张牙持言路以树敌。疏上，有旨罚俸已，出知福州府。有关节事露，举人郑某力能持上官，而所夤缘分考某官者，永吉同年也，已内召将行。而永吉至，要路书嘱填委，永吉悉置不启。及对薄，厉声诘责，郑不觉股栗自承，狱具，并罪推官，而上官恚不可解，于是永吉受事二十七日而去。久之，以黄道周荐，复起福州，谒巡方御史，意不能自下，甫匝月投劾归。再起金華府，不赴。鼎革后，不复见一人，独身徙东郊废圃中，委顿自苦，数年而卒。

## 家族
曾祖王重道，序班。祖王護行，庠生。父王宁一，庠生。從弟王永積，字稚實，崇禎七年進士，知武定州。